# Dick Collins
Pour les articles homonymes, voir Collins.
Dick Collins, de son vrai nom Richard Collins, né le 19 juillet 1924 à Seattle dans l'État de Washington et mort le 19 avril 2016, est un trompettiste de jazz américain.

## Biographie
Issu d'une famille de musiciens Dick Collins, naît à Seattle. Sa famille déménage en Californie, à San José quand il a cinq ans. Après l'armée, il s'installe à San Francisco et étudie la musique avec Darius Milhaud, d'abord au Mills College, puis à Paris en 1948, où il suit le compositeur quand il revient en France. Il enregistre en novembre de la même année quatre titres pour la marque Swing avec Hubert Fol and His Be-Bop Minstrels. De retour aux États-Unis, il fait partie, aux côtés de son frère Bob de l'octet de Dave Brubeck.
En 1951, il  joue dans la formation de Charlie Barnet, puis fait partie du big band de Woody Herman, de fin 1953 à 1956. En 1953, il enregistre avec le sextet de Charlie Mariano pour Fantasy Records, et, l'année suivante, pour le même label, comme co-leader avec Nat Pierce d'un nonet formé de musiciens du Herd de Woody Herman, comprenant Cy Touff, Jack Nimitz, Jerry Coker, Dick Hafer.
Dans la deuxième moitié de la décennie, il s'installe à Los Angeles et travaille comme musicien de studio, tout en faisant partie de l'orchestre de Les Brown.

## Discographie partielle

### Comme leader
- 1954 : Dick Collins And The Runaway Herd : Horn Of Plenty, RCA Records LJM-1019, NL-45632
- 1955 : Dick Collins And His Orchestra : King Richard The Swing Hearted RCA Records LJM-1027

## Sources
- Eugene Chadbourne, Courte biographie sur le site Allmusic.com.
- Marc Myers, 2010, Entretien avec Dick Collins, JazzWax.com.
- Alain Tercinet, 1986, West Coast Jazz, collection Epistrophy, Éditions Parenthèses, Marseille.